# Meta History: Museum of War
Meta History: Museum of War – NFT-музей, створений українською крипто спільнотою та підтриманий Міністерством цифрової трансформації України. Проєкт присвячений хронології подій російського воєнного вторгнення в Україну. Команда музею прагне зберегти пам'ять про реальні події воєнного часу, розповсюдити правдиву інформацію серед світової діджитал-спільноти та зібрати кошти на підтримку України. Зокрема, кошти планують спрямувати на відновлення українських музеїв та театрів, які постраждали від рук російських окупантів.

## Про проєкт
NFT-музей поєднує блокчейн-технологію, мистецтво та історичні факти і має на меті поширення достовірної інформації про російські воєнні злочини проти українців.
NFT створюются у хронологічній послідовності з метою збереження виключно коректного перебігу подій. Музейні експонати являють собою художні ілюстрації з накладеними на них твітами про ту чи іншу подію. Наприклад, перша робота зображує людину, яка вранці 24 лютого читає новини про початок війни, а зверху додано твіт BBC News про те, що Росія оголосила «спецоперацію на Донбасі».
У першому дропі 2178 лотів, представлених 99 твітами з ілюстраціями (по 14 копій кожного), які ілюструють події перших 5 днів війни. До створення колекції долучились українські художники: Іван Пономарчук, Олексій Прищепа, Дмитро Шеверев, Анна Вода, Аліна Кропачова, Аліса Готц та інші. В наступних випусках беруть участь роботи міжнародної творчої спільноти, до відбору яких залучена команда світових митців та дизайнерів, серед яких Деніел Аршам, Стефан Загмайстер та Девід Карсон. 
Meta History разом з fair.xyz  (FRAME) створили власну платформу для продажу NFT-колекції. За перший день було придбано 1282 цифрових мистецьких творів на суму понад 600 тисяч доларів.  Кошти від покупців надходять безпосередньо на офіційні крипто-гаманці в Ethereum-мережі криптофонду Aid For Ukraine, створеного за підтримки Міністерства цифрової трансформації України для зборів на підтримку населення.  Глава Мінцифри Михайло Федоров зазначив, що влада має намір використовувати цифрові технології для «документування історії, а також відновлення економіки країни після закінчення війни».